# Epicratinus
Epicratinus is een geslacht van spinnen uit de familie mierenjagers (Zodariidae).

## Soorten
Het geslacht kent de volgende soorten:
- Epicratinus amazonicus Jocqué & Baert, 2005
- Epicratinus anakin Gonçalves & Brescovit, 2020[2]
- Epicratinus dookan Gonçalves & Brescovit, 2020[2]
- Epicratinus ehonda Gonçalves & Brescovit, 2020[2]
- Epicratinus mauru Gonçalves & Brescovit, 2020[2]
- Epicratinus omegarugal Gonçalves & Brescovit, 2020[2]
- Epicratinus pegasus Gonçalves & Brescovit, 2020[2]
- Epicratinus perfidus (Jocqué & Baert, 2002)
- Epicratinus petropolitanus (Mello-Leitão, 1922)
- Epicratinus pikachu Gonçalves & Brescovit, 2020[2]
- Epicratinus pugionifer Jocqué & Baert, 2005
- Epicratinus stitch Gonçalves & Brescovit, 2020[2]
- Epicratinus takutu Jocqué & Baert, 2005
- Epicratinus vader Gonçalves & Brescovit, 2020[2]
- Epicratinus zangief Gonçalves & Brescovit, 2020[2]
- Epicratinus zelda Gonçalves & Brescovit, 2020[2]